# Agroressource

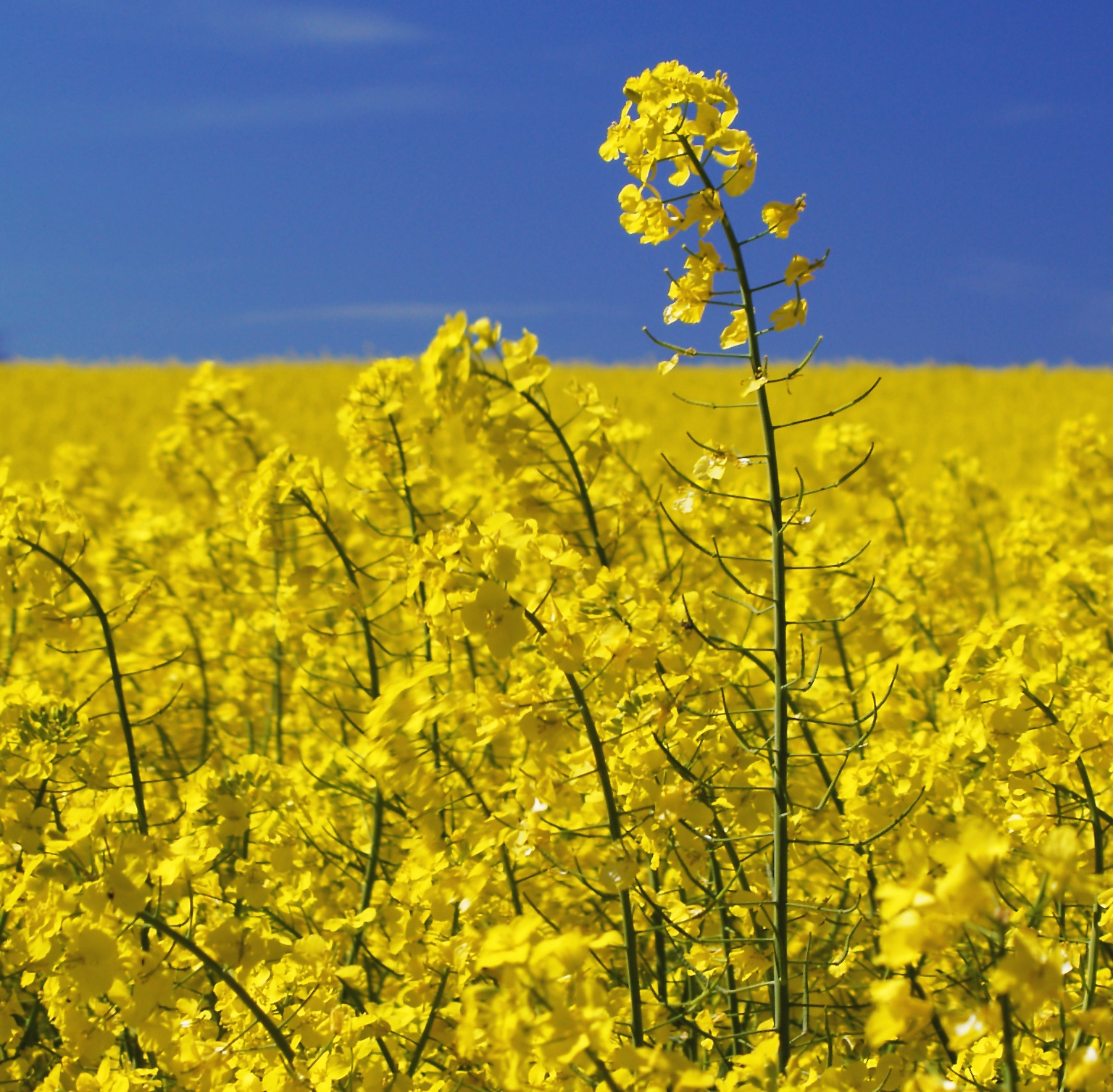
Le colza (ici en fleur) est un oléagineux pourvoyeur d'agroressources

On qualifie d'agroressources toutes les matières premières issues de l'agriculture quelle qu’en soit leur destinée d'usage. Ceci concerne donc exclusivement les matières d'origine vivante cultivées par l'Homme, en aucun cas celles prélevées directement dans l'environnement. De ce fait elles sont considérées comme renouvelables.
Plus précisément, sans que cela soit restrictif le terme « agroressource » est souvent utilisé pour évoquer les produits non alimentaires issus des systèmes agricoles.
Ainsi, selon la définition de l'ADEME (Agence De l'Environnement et de la Maîtrise de l’Énergie) :
« Les agroressources sont les végétaux qui fournissent des composés de base nécessaires à l'énergie, la chimie et les matériaux, notamment : des lipides et protéines obtenus à partir de colza, tournesol, soja, lin, etc. des glucides obtenus à partir de cultures céréalières (blé, maïs, orge, avoine, seigle, etc.) et betteravières, des fibres lignocellulosiques provenant de résidus de cultures (paille, etc.), de plantes annuelles (chanvre, sorgho, etc.) et de la sylviculture, des molécules spécifiques issues de coproduits de diverses plantes en particulier médicinales, aromatiques et colorants. »
À l'avenir les agroressources pourraient constituer une véritable alternative aux hydrocarbures fossiles, tant en ce qui concerne le secteur énergétique que celui des matériaux et autres produits dérivés du pétrole. La notion même d'agroressource est particulièrement usitée dans ce secteur d'activité.
Actuellement, de nombreux pôles de compétitivité et organismes de recherche se consacrent au développement de nouvelles technologies pour la production et l'innovation en matière de valorisation des agroressources par l'agro-industrie.

## Étymologie
« Agroressource », nom féminin, est un néologisme formé par l'association du préfixe agro- du grec agros (« champs ») et du mot ressource provenant de l'ancien français resours, de resordre (« se rétablir ») issu du latin resurgere.

## Production et valorisation des agroressources

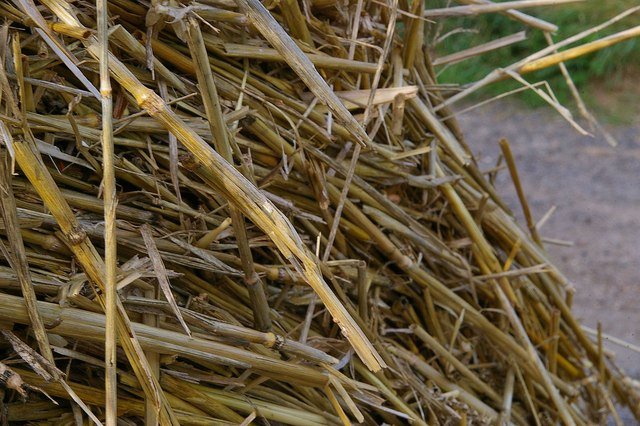
La paille, coproduit des céréales (ici de blé) est une agroressource lignocellulosique.

Certaines cultures fournissent des agroressources destinées à un usage non alimentaire. Parmi celles-ci, par exemple, les cultures lignocellulosiques (luzerne, phalaris, miscanthus, switchgrass, canne de provence, saule et peuplier en taillis très courte rotation, etc.) destinées à l'élaboration de biocarburants et bioproduits. Dans le secteur de l'énergie on parle notamment de cultures dédiées à la biomasse. Les cultures d'agroressources comestibles peuvent également être transformées en produits non alimentaires. C'est le cas par exemple des champs d'oléagineux (colza, tournesol ou jatropha) servant à l'élaboration de biocarburants de première génération.
Les agroressources nécessitent généralement une valorisation post-production par des procédés de transformations mécaniques et/ou chimiques avant d'être utilisées. Plus particulièrement, hormis les produits alimentaires, les bioproduits  peuvent résulter d'une valorisation d'agroressources.
Cela sans omettre que les produits agricoles destinés à l'alimentation sont aussi des agroressources, valorisées par l'industrie agroalimentaire, avec d'un côté les produits pour alimentation humaine et de l'autre ceux pour alimentation animale. On distingue les aliments d'origine végétale tels que les céréales, fruits et légumes des aliments comme les viandes et autres produits alimentaires d'origine animale (lait, œufs, etc.). À noter que de nombreux additifs alimentaires et auxiliaires de fabrication biosourcés peuvent également provenir d'agroressources.
La production et la valorisation d'agroressources peut faire appel aux biotechnologies (respectivement « vertes » ou « blanches ») et faire intervenir des procédés de la chimie verte.
Le concept de bioraffinerie tend à optimiser la valorisation des agroressources par fractionnement des composants et l'obtention d'une gamme élargie de différents produits (biocarburants, agromatériaux, biomolécules et ingrédients alimentaires) à partir d'une même matière première.
Un autre mode de valorisation possible des agroressources est le recyclage des déchets organiques issus de l'agriculture pour ainsi les réintroduire dans le circuit de la chaîne alimentaire ou énergétique à travers diverses formes (compost, engrais organiques, alimentation animale, biogaz, etc.) grâce à des procédés tels que le vermicompostage, la bioconversion effectuée par les larves d'Hermetia illucens, la méthanisation agricole, etc.
Dans une moindre mesure il existe d'autres agroressources non alimentaires telles que le tabac, les huiles essentielles et les plantes d'ornements issues de la floriculture ou de pépinières.

## Secteurs et champs d'applications concernés
Quelques exemples de secteurs qui utilisent les agroressources dans divers domaines :
- Agroalimentaire : denrées et additifs (colorants, arômes naturels) pour l'élaboration de produits alimentaires
- Energie : biocarburants (ou agrocarburants) de première génération à base de dérivés d'huiles végétales (colza, tournesol) ou d'éthanol (betterave, blé), de seconde génération à base de paille et autres composés lignocellulosiques, éventuellement de troisième génération (algocarburants) à base de microalgues, biogaz et autres biocombustibles issus de coproduits agricoles (pailles et rafles de graminées, bagasse, issues de silos) ou de cultures destinées à la biomasse par valorisation de la plante entière (miscanthus, switchgrass, canne de Provence[7])
- Recyclage : engrais organiques, compost, bioconversion
- Matériaux : bioplastiques à base de matières plastiques agrosourcés (maïs, patate douce, blé, canne à sucre, huile de ricin), caoutchouc, biopolymères et biocomposites
- Lubrifiants d'origine végétale (huile de colza[8]) : graisses, huiles de chaîne, de décoffrage, fluides hydrauliques
- Papiers : cultures lignocellulosiques
- Cuirs et Textiles : coton, laine et fibres végétales (lin, chanvre)
- Pharmaceutique et Cosmétologie : détergents (agrotensioactifs[9])
- Parfumerie : huiles essentielles et résinoïdes
- Tabac
- Paysagisme et Ornementation : fleurs issues de la floriculture et autres plantes ornementales provenant de l'arboriculture et de pépinières

### Valorisation non alimentaire des agroressources
| Cultures                                                                                          | Produits et coproduits                   | Biomolécules d'intérêt                                     | Bioproduits                                                                       | Bioproduits                                                                                   | Bioproduits                                        |
| Cultures                                                                                          | Produits et coproduits                   | Biomolécules d'intérêt                                     | Énergie                                                                           | Matériaux                                                                                     | Autres                                             |
| ------------------------------------------------------------------------------------------------- | ---------------------------------------- | ---------------------------------------------------------- | --------------------------------------------------------------------------------- | --------------------------------------------------------------------------------------------- | -------------------------------------------------- |
| Céréalières Maïs, Blé, Riz, Orge, Sorgho, Millet, Avoine, Seigle                                  | Graines, farines, sons, pailles          | Amidon et dérivés, gluten, zéine, furfural, lignocellulose | Biocarburants (bioéthanol), Biogaz, Biocombustibles solides                       | Bioplastiques (à base d'amidon, dérivés cellulosiques, polyéthylène, PHA, PHB), Eco-matériaux |                                                    |
| Oléagineuses Colza, Tournesol, Arachide, Palmier, Jatropha, Ricin, Fruits à écale, Lin, Cotonnier | Graines, huiles, tourteaux               | Triglycérides, glycérol, esters                            | Biocarburants (HVB, diester), Biogaz, Biocombustibles solides                     | Bioplastiques (polyuréthane, PHA, PA)                                                         | Biolubrifiants, glycérine, tensio-actifs, solvants |
| Oléoprotéagineuses Soja                                                                           | Graines, jus, tourteaux, farines, huile  | Protéines, triglycérides, lécithine                        | Biocarburants                                                                     | Bioplastiques (polymères de protéines, PHA)                                                   |                                                    |
| Tubercules féculents Pomme de terre, Manioc, Igname                                               | Tubercules, pulpe                        | Amidon (fécule) et dérivés                                 | Biocarburants (bioéthanol), Biogaz                                                | Bioplastiques (à base de fécule, PHB)                                                         |                                                    |
| Saccharifères Canne à sucre, Betterave sucrière                                                   | Sucre, bagasse, écumes, mélasse, vinasse | Saccharose, éthers, esters, lignocellulose                 | Biocarburants (bioéthanol, éthanol cellulosique), Biogaz, Biocombustibles solides | Bioplastiques (cellulosiques, polyéthylène, PLA)                                              | Adhésifs, tensio-actifs, solvants                  |
| Fibreuses Cotonnier, Lin, Chanvre, Ramie, Sisal, Kenaf, Jute, Kapok, Alfa, Ortie                  | Fibres végétales                         | Cellulose, hémicelluloses, lignines, pectines              |                                                                                   | Textiles, Papiers, Cellophane, Agrocomposites                                                 |                                                    |
| Ligneuses Phalaris, Miscanthus, Canne de Provence, Saule (TTCR), Peuplier (TCR)                   | Pailles, roseaux, bois, copeaux          | Lignocellulose                                             | Biocarburants (éthanol lignocellulosique), Biogaz, Biocombustibles solides        | Cellophane, Agrocomposites                                                                    |                                                    |

## Enjeux écologiques et socioéconomiques
L'une des controverses actuelles est de déterminer quelle place accorder à la production d'agroressources destinées à être valorisées en bioproduits (notamment en biocarburants) par rapport aux cultures destinées à l'alimentation à mesure que les ressources en matières fossiles ou non renouvelables diminuent et que les besoins alimentaires mondiaux ne cessent de croître,.
Une autre problématique est celle du poids de l'alimentation animale dans la balance des productions agricoles par rapport à celle de l'alimentation humaine.